# Solimana
Solimana är ett berg (vulkan) i Peru belägen i cordillera Ampato i västra delen av Anderna. Den klassas som stratovulkan och med sin altitud av 6093 m ö.h., är det en av de högsta punkterna i Arequipa. Berget har tre toppar, som alltid är täckta av snö. Denna vulkan tillhör en av de olika grupper vulkaner som formar den så kallade Eldringen (Cinturón de Fuego del Pacífico), som bildas av den aktivitet som löper samman i den sydöstra delen av Stilla Havet, och som möjligen härrör från kenozoikum. Mycket nära Solimana, ungefär 25 km sydöst, ligger en annan betydelsefull vulkan: El Coropuna (6425 m ö.h.). Floden Arma rinner fram mellan de båda vulkanerna.

## Beskrivning
Vulkanen Solimana ligger vid gränsen mellan provinserna La Unión och Condesuyos, i Arequipa, cirka 20 kilometer söder om samhället Cotahuasi. Solimana är en sovande vulkan med sidor som är mycket eroderade på grund av snön och resterna av den gamla kratern bildar bergets tre toppar. Den högsta är centraltoppen med sina 6093 m ö.h., den närbelägna nordtoppen når en altitud av strax över 6000 meter och den sydvästra toppen som är den lägsta, ligger på ungefär 5.898 m ö.h.. Avsmältningen från Solimana ger upphov till några små vattendrag, som rinner ner i floden Ocañas flodbäcken.

## Apu
Detta berg var, liksom de flesta av bergstopparna i södra Peru, under tiden för inka ett heligt berg (apu) och plats för tillbedjan och likaså människooffer. Arkeologiska undersökningar i glaciären gjordes åren 2003 till 2007, och man kunde då tidsbestämma en koncentration av bosättningar från perioden Intermedio Tardío, likaså närvaro av inka. På vulkanens östsida, på en altitud av 4760 m ö.h. upptäcktes inkabosättningen Minticocha, vars mest framträdande del är ett ceremoniellt torg, med en bredd av 50 meter, och med en byggnad, kallad Kallanka, mer än 26 meter lång och försedd med fyra öppningar.

## Historiska bestigningar
Vulkanen Solimana högsta topp 6093 m ö.h. bestegs första gången 1952, av en grupp alpinister som bestod av österrikaren Matthias Rebitsch och italienaren Piero Ghiglione, tillsammans med svensken Anders Bolinder och peruanen Alberto Parodi. Den sydvästra toppen nåddes första gången av en italiensk-peruansk expedition 1973, i vilken deltog Pablo Macias från Arequipa. Norra toppen har inga toppbestigningar registrerade, vilket gör att den för närvarande kan vara obestigen.